# Zhong Qixin
Zhong Qixin (chinesisch 钟齐鑫; Pinyin Zhōng Qíxīn; * 7. April 1989 in Quannan, Ganzhou, Jiangxi) ist ein chinesischer Sportkletterer. Während seiner Wettkampfkarriere war er auf die Disziplin Speedklettern spezialisiert und gewann zwischen 2007 und 2012 als erster Kletterer vier Goldmedaillen im Rahmen von Weltmeisterschaften. Der in seiner Heimat als „chinesischer Gecko“ bekannte Zhong hielt mehrmals den Geschwindigkeitsweltrekord an der 15-Meter-Wand, zuletzt im Oktober 2012.

## Biografie

### Kindheit und Jugend
Zhong Qixin stammt aus einfachen Verhältnissen und wuchs in einem Dorf in der Gemeinde Peitou im Kreis Quannan der Stadt Ganzhou in der Provinz Jiangxi auf. Nach dem Mittelschulabschluss wechselte er an das Jiangxi Vocational College of Applied Technology. Nachdem Zhong 2004 erstmals mit dem Klettersport in Berührung gekommen war, begann er ein Jahr später im Alter von 16 Jahren selbst damit. Er war einer der ersten Schüler in Ganzhou, die sich diesem Sport widmeten und erwies sich schnell als großes Talent. Noch 2005 absolvierte er in Shijiazhuang seinen ersten Wettkampf und verließ dafür zum ersten Mal überhaupt seine Heimat. Bei den folgenden Wettbewerben brachten ihm Platzierungen unter den besten acht mehrere hundert Yuan ein.

### Weltcup und Großereignisse
Anfang Oktober 2006 gab Zhong in Shanghai sein Debüt im Kletterweltcup und musste sich dabei mit dem vorletzten Platz begnügen. Nach zwei weiteren Weltcup-Auftritten nahm er im September des folgenden Jahres in Avilés erstmals an Weltmeisterschaften teil und gewann auf Anhieb die Goldmedaille in seiner Paradedisziplin. Damit war er der erste Asiate, der in dieser Sportart einen Weltmeistertitel erringen konnte. Auf dem Weg ins Finale schlug er mit Sergei Sinizyn eines seiner Idole und stellte mit 8,76 Sekunden einen neuen Weltrekord auf. Auch bei den Asian Indoor Games in Macau und der Asienmeisterschaft in Guangzhou konnte der Rookie sich gegen die Konkurrenz durchsetzen und jeweils Gold gewinnen. Ein halbes Jahr später verteidigte Zhong am selben Ort erfolgreich seinen Asienmeistertitel, ehe er in Qinghai seinen ersten Weltcupsieg feierte und mit 7,35 Sekunden den eigenen Weltrekord ausbaute. Bei der Juniorenweltmeisterschaft in Sydney und dem Rockmaster in Arco gewann er jeweils Bronzemedaillen.
Im Juli 2009 musste sich Zhong bei seiner zweiten Weltmeisterschaft in Qinghai zunächst an der – einmalig ausgetragenen – 10-Meter-Wand dem Kasachen Alexander Nigmatulin geschlagen geben. Über die reguläre 15-Meter-Wand verteidigte er jedoch seinen Titel und verbesserte den eigenen Weltrekord auf 6,64 Sekunden. Ein weiterer Sieg gelang ihm bei den World Games in Kaohsiung, bei der Asienmeisterschaft in Chuncheon musste er sich hingegen mit Silber zufriedengeben. 2011 wurde er in Arco zum dritten Mal hintereinander Speed-Weltmeister und stellte mit 6,26 Sekunden letztmalig einen Weltrekord auf. Im folgenden Jahr sorgte er in Paris mit seinem vierten und letzten Weltmeistertitel für eine neue Bestmarke, die erst elf Jahre später von Jakob Schubert übertroffen wurde. 2013 gewann Zhong in Teheran nach fünf Jahren seine dritte Asienmeisterschaft und bei den World Games in Cali die Bronzemedaille.
2014 blieb Zhong erstmals in seiner Karriere ohne Medaille bei einem internationalen Großereignis. Nachdem er bei der Weltmeisterschaft in Gijón als Titelverteidiger nur Zwölfter geworden war, kam er bei der Asienmeisterschaft in Lombok nicht über Rang acht hinaus. 2015 gewann er erstmals drei Weltcups binnen einer Saison und entschied damit die Speed-Gesamtwertung für sich. Außerdem trat er in der chinesischen Fernsehshow Impossible Challenge auf, in der er sich einhändig 35 Sprossen an einer überhängenden Leiter emporzog. Ende des Jahres erklärte er seine Karriere erstmals für beendet.

### Comeback
Nachdem das IOC die Aufnahme des Klettersports in das Programm der Olympischen Sommerspiele 2020 beschlossen hatte, kehrte Zhong nicht einmal ein Jahr nach dem Rücktritt zum Wettkampfsport zurück. Im Hinblick auf die Olympiaqualifikation übersiedelte er ohne Familie nach Peking und verschrieb sich einem dreijährigen Trainingsplan. Nach Rang 14 bei der Weltmeisterschaft in Paris feierte er im Oktober 2016 in Wujiang bereits wieder einen Weltcupsieg. Bei der Asienmeisterschaft 2017 gewann er hinter Reza Alipour die Silbermedaille, 2018 sicherte er sich unter anderem Siege beim Asiencup in Bangkok und bei den China Open in Guangzhou. Im Speed-Finale der Asienspiele in Jakarta, wo Klettern seine Premiere feierte, passierte ihm ein Fehlstart, woraufhin er erneut hinter Alipour Silber gewann.
Im Rahmen der Weltmeisterschaft in Innsbruck gelang Zhong mit 5,609 Sekunden zwar die beste Zeit des Wettkampfs, nach einem Sturz im kleinen Finale blieb er als Vierter jedoch hinter den Medaillenrängen zurück. Bei der Weltmeisterschaft in Hachiōji geschah ihm bereits im Viertelfinale ein weiterer Fehlstart und er wurde lediglich Achter. Im Hinblick auf Olympia absolvierte er erstmals alle drei Disziplinen, konnte aber sowohl im Bouldern als auch im Lead keine nennenswerten Erfolge verbuchen und belegte in der Kombination Rang 35. Sein 13. und letzter Weltcupsieg gelang ihm im Oktober 2019 in Xiamen, wo er mit einer Zeit von 5,48 Sekunden den aktuellen Weltrekord von Reza Alipour nur um eine Hundertstelsekunde verfehlte. Im Verlauf der COVID-19-Pandemie musste die Asienmeisterschaft 2020 mehrmals verschoben und schließlich abgesagt werden, wodurch Zhong die letzte Chance auf die Olympiaqualifikation verpasste.

### Nationaltrainer
Ende des Jahres 2021 übernahm Zhong den Posten als Cheftrainer der chinesischen Speed-Kletternationalmannschaft. Nachdem die Chinesen pandemiebedingt mehr als zwei Jahre nicht an internationalen Wettkämpfen teilgenommen hatten, feierten sie im August 2022 Comeback-Siege im Weltcup. Chinesische Medien spekulierten unterdessen, mit Blick auf die Olympischen Sommerspiele 2024, bei denen Speedklettern erstmals als eigenständiger Medaillenwettkampf stattfinden soll, mit einer erneuten Rückkehr Zhongs zum Leistungssport. Bezüglich seines fortgeschrittenen Athletenalters nannten sie den vier Jahre älteren Franzosen Bassa Mawem als Vorbild.
Zhong Qixin ist verheiratet und Vater von Zwillingstöchtern.

## Erfolge

### Weltmeisterschaften
- Avilés 2007: 1. Speed
- Qinghai 2009: 1. Speed (15 m), 2. Speed (10 m)
- Arco 2011: 1. Speed, 53. Bouldern
- Paris 2012: 1. Speed
- Gijón 2014: 12. Speed
- Paris 2016: 14. Speed
- Innsbruck 2018: 4. Speed
- Hachiōji 2019: 8. Speed, 35. Kombination, 67. Bouldern, 95. Lead

### Asienmeisterschaften
- Guangzhou 2007: 1. Speed, 23. Lead
- Guangzhou 2008: 1. Speed
- Chuncheon 2009: 2. Speed
- Teheran 2013: 1. Speed, 12. Bouldern
- Lombok 2014: 8. Speed, 19. Bouldern
- Ningbo 2015: 9. Speed
- Teheran 2017: 2. Speed

### Weltcupsiege
| Datum             | Ort             | Land       | Disziplin |
| ----------------- | --------------- | ---------- | --------- |
| 28. Juni 2008     | Qinghai         | China      | Speed     |
| 13. Juli 2008     | Chamonix        | Frankreich | Speed     |
| 30. August 2010   | Chuncheon       | Südkorea   | Speed     |
| 30. Oktober 2010  | Huaiji          | China      | Speed     |
| 3. September 2011 | Xining          | China      | Speed     |
| 12. Oktober 2013  | Mokpo           | Südkorea   | Speed     |
| 22. Juni 2014     | Haiyang         | China      | Speed     |
| 19. Oktober 2014  | Wujiang         | China      | Speed     |
| 17. Mai 2015      | Central Saanich | Kanada     | Speed     |
| 21. Juni 2015     | Chongqing       | China      | Speed     |
| 27. Juni 2015     | Haiyang         | China      | Speed     |
| 19. Oktober 2016  | Wujiang         | China      | Speed     |
| 20. Oktober 2019  | Xiamen          | China      | Speed     |

### Weitere Erfolge
- Gold bei den World Games 2009 und Bronze 2013
- Silber bei den Asienspielen 2018
- Gold bei den Indoor-Asienspielen 2008
- Bronze bei den Juniorenweltmeisterschaften 2008
- Bronze beim Rockmaster 2008 und 2010
- Geschwindigkeitsweltrekord an der 15-Meter-Wand (zuletzt 6,26 Sekunden, bis Oktober 2012)